# Van Wolframsdorff

Geslachtswapen (Nederland, 1920)

Van Wolframsdorff is een uit Thüringen en Saksen afkomstige familie waarvan leden sinds 1920 tot de Nederlandse adel behoren en welke Nederlandse adellijke familie in 2006 uitstierf.

## Geschiedenis
De stamreeks begint met Georg von Wolfframsdorff, heer van Peritz, Zoppoten, Neumark en Derreuth, die vermeld wordt in 1486. Op 26 februari 1787 werden afstammelingen verheven in de Pruisische adel van wie nog nageslacht in Duitsland voortleeft. Bij Koninklijk Besluit van 24 juni 1920 werd Paul van Wolframsdorff (1872-1947) ingelijfd in de Nederlandse adel waarna zijn nageslacht het predicaat jonkheer/jonkvrouw mocht gaan voeren; deze adellijke tak stierf uit in 2006. De niet-adellijke leden werden opgenomen in 1930 in het Nederland's Patriciaat.
Geslachten die opgenomen zijn in het sinds 1910 verschijnende genealogische naslagwerk Nederland's Patriciaat. Lijst volgens opgave van het CBG Centrum voor familiegeschiedenis.
A · B · C · D · E · F · G · H · I · J · K · L · M · N · O · P · Q · R · S · T · U · V · W · Y · Z